# Sand am Main
Sand am Main (amtlich: Sand a. Main) ist eine Gemeinde im unterfränkischen Landkreis Haßberge. Der Ortsname geht höchstwahrscheinlich auf die Lage im sandreichen Maintal zurück.

## Geografie
Sand liegt an der Grenze des Naturparks Steigerwald und des Maintals. Die Gemeinde besteht aus zwei Teilen, die durch den Altmain getrennt sind. Die nördlich des Altmains gelegenen Ortsteile Wörth/Siedlung befinden sich im Hochwassergebiet.
Nachbargemeinden sind (von Norden beginnend im Uhrzeigersinn): Zeil am Main, Eltmann, Oberaurach und Knetzgau.
Durch Sand am Main führt der Fränkische Marienweg.

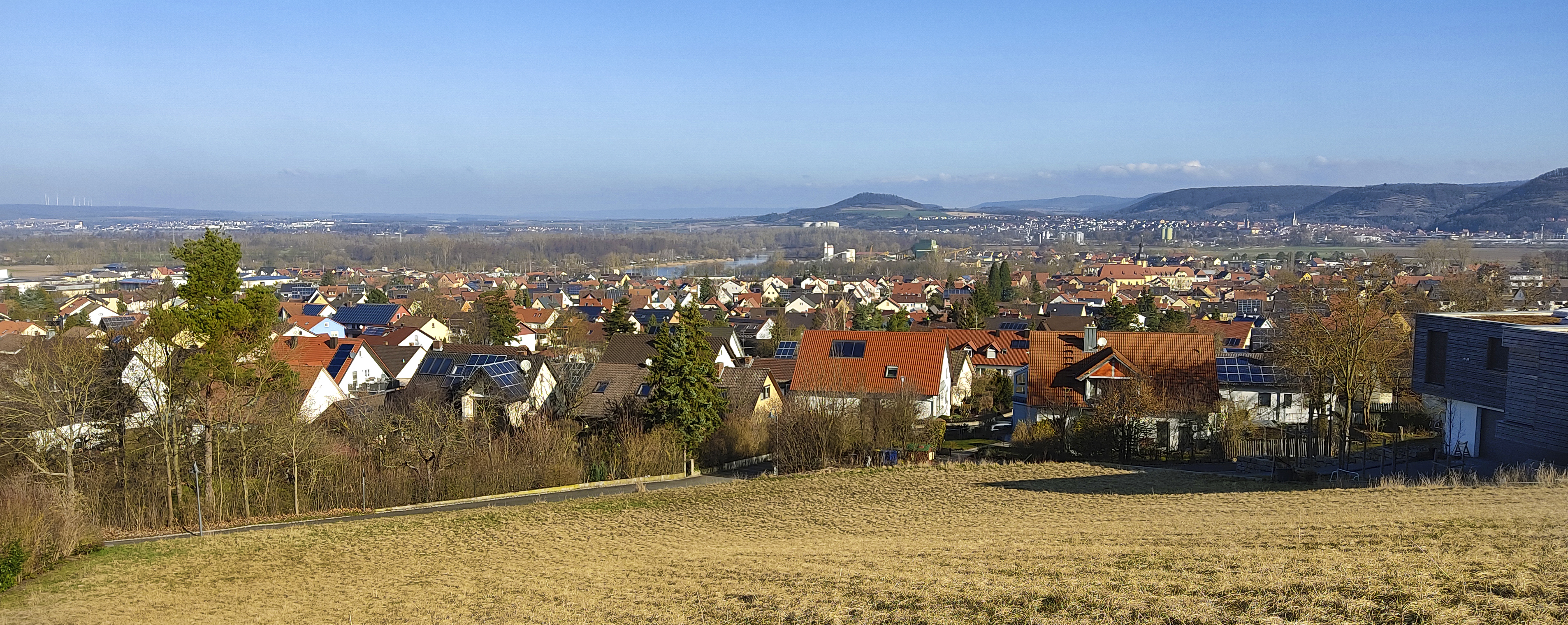
Sand am Main von Süden aus gesehen. Im Hintergrund erkennbar ist die „Hohe Wann“ und die Stadt Zeil am Main

## Geschichte
Vorgeschichtliche Funde am Ufer des Maines in Sand datieren von der Altsteinzeit bis in die keltische Epoche. Die ersten Sander waren vermutlich Nachkommen germanischer Vorfahren. Der Flurname „Aschwinge“ geht vermutlich auf einen vorchristlichen Kultplatz zurück und ist auch Ort einer mittelalterlichen Wüstung.
Die Franken setzten sich im Zuge der fränkischen Landnahme im 6.–8. Jahrhundert in der Sander Gegend fest. Auf sie geht die Einteilung der Umgebung des Mains in verschiedene Gaue zurück. Sand gehörte zum Volkfeldgau, der zwischen Volkach und der Altenburg bei Bamberg lag. Mit den Franken breitete sich das Christentum in der Gegend des Maintals aus.
Mit einer Schenkung an das Kloster Michelsberg in Bamberg im Jahre 1139 wurde der Ort erstmals urkundlich erwähnt. Durch die Lage des Ortes am Main spielten Schifffahrt und Fischerei hier eine große Rolle. Als Teil des Hochstiftes Bamberg, das ab 1500 im Fränkischen Reichskreis lag, fiel Sand nach der Säkularisation 1803 zugunsten Bayerns im Zuge von Grenzbereinigungen 1810 an das Großherzogtum Würzburg. 1814 kam es mit diesem endgültig zu Bayern.

### Einwohnerentwicklung
Im Zeitraum 1988 bis 2018 stieg die Einwohnerzahl von 2697 auf 3139 um 442 Einwohner bzw. um 16,4 %. 2004 hatte die Gemeinde 3203 Einwohner.
Quelle: BayLfStat

Impressionen
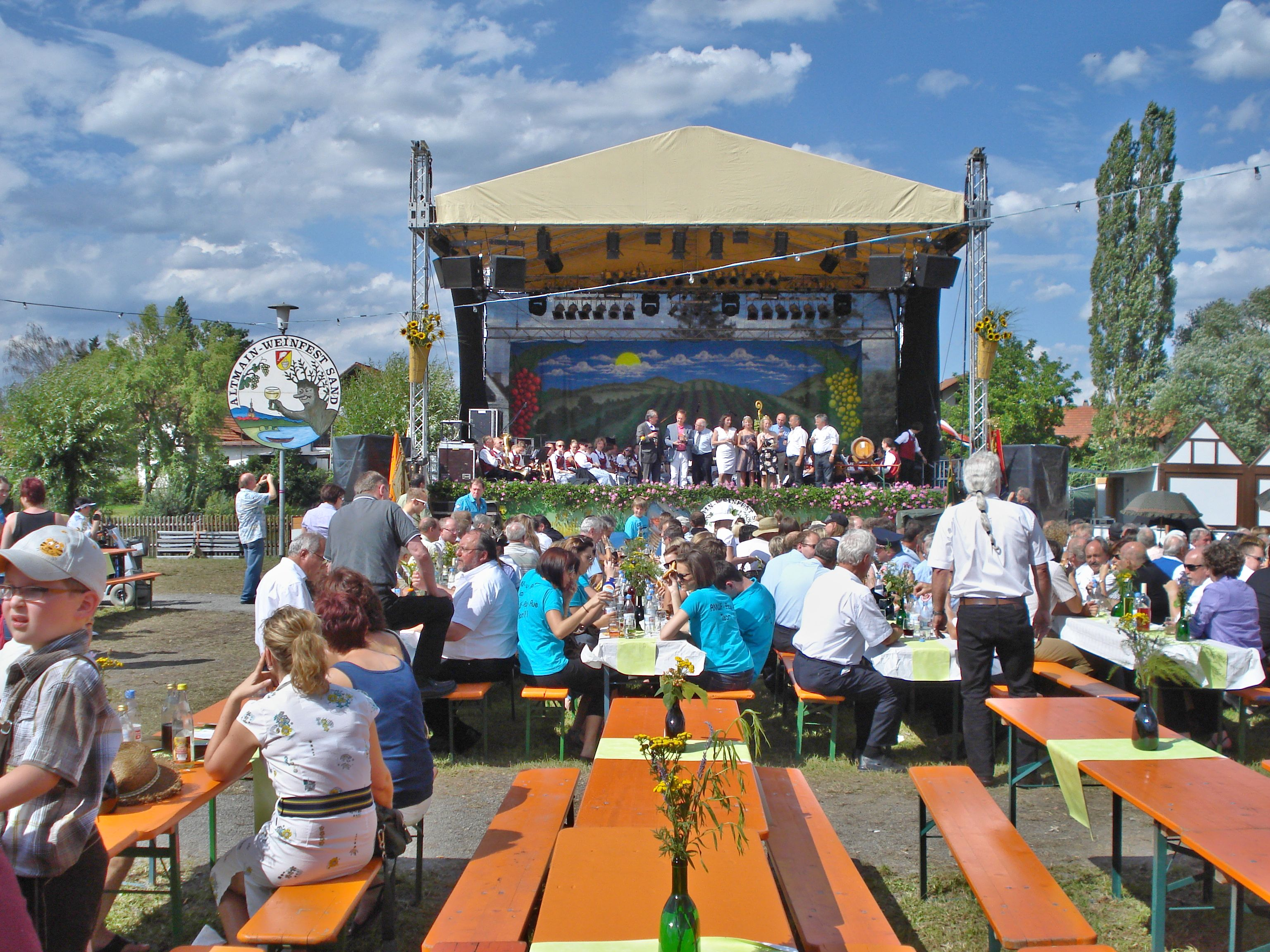
Altmain-Weinfest 2011
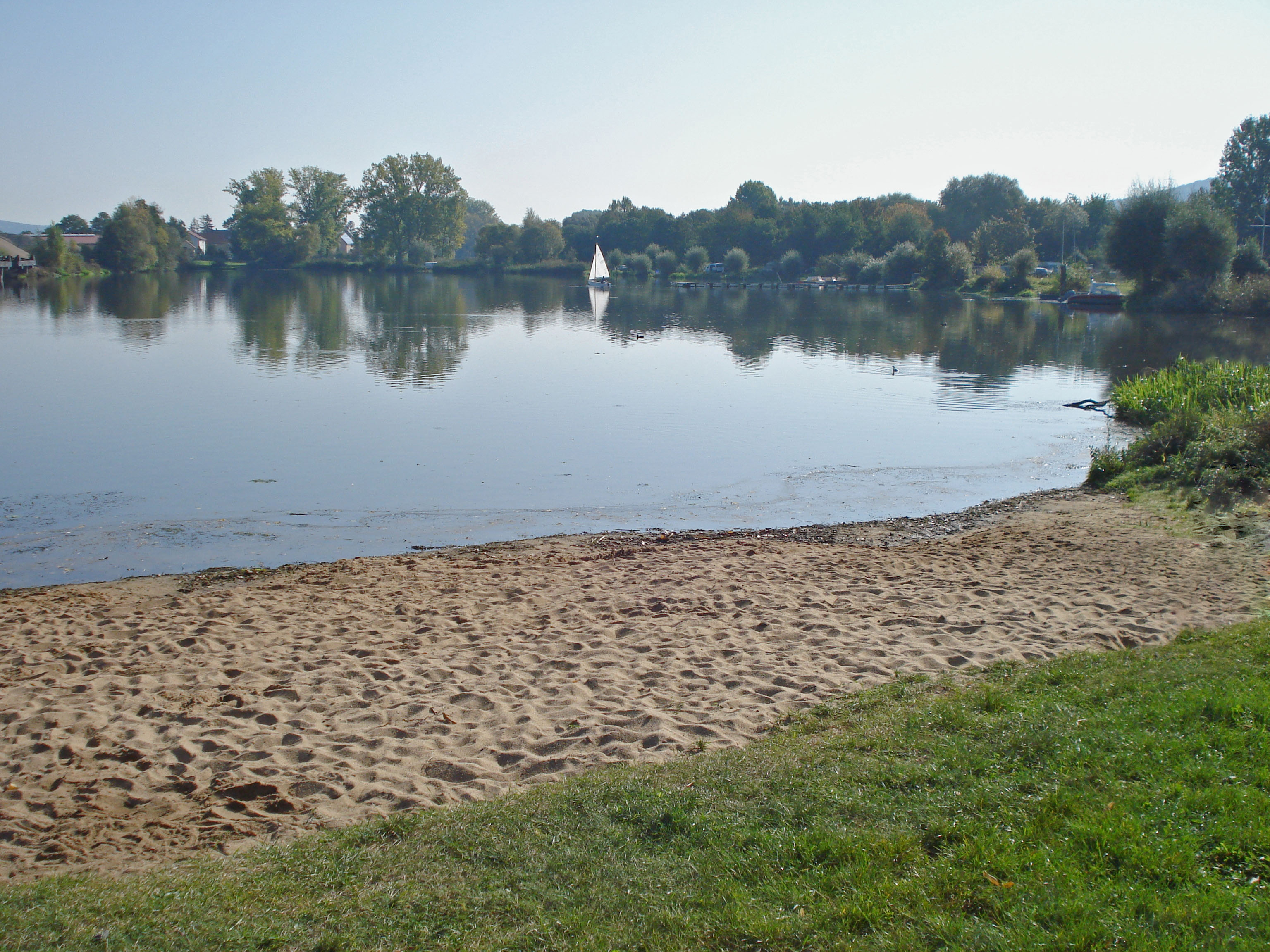
Baggersee bei Sand
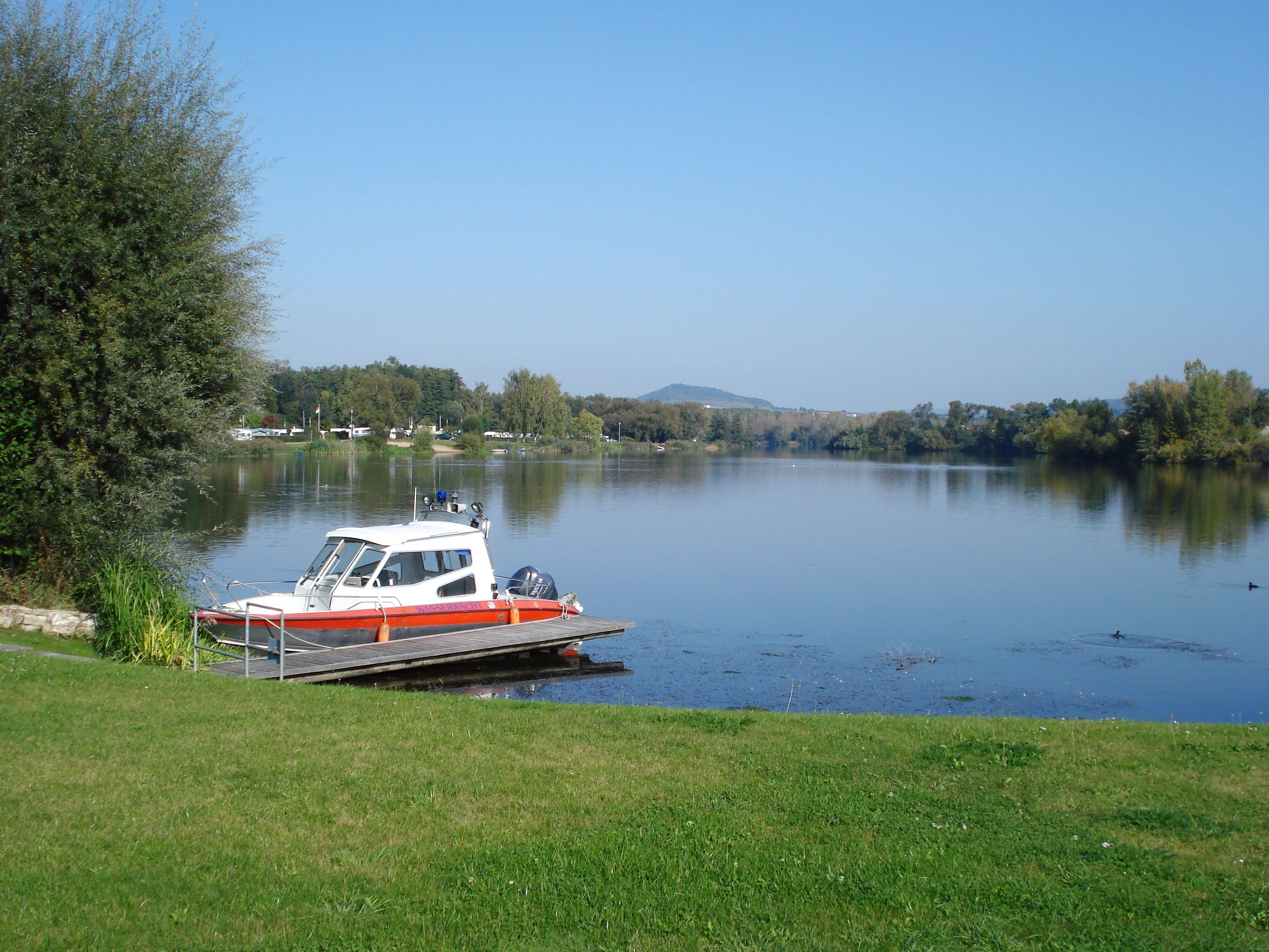
Blick auf die „Hohe Wann“
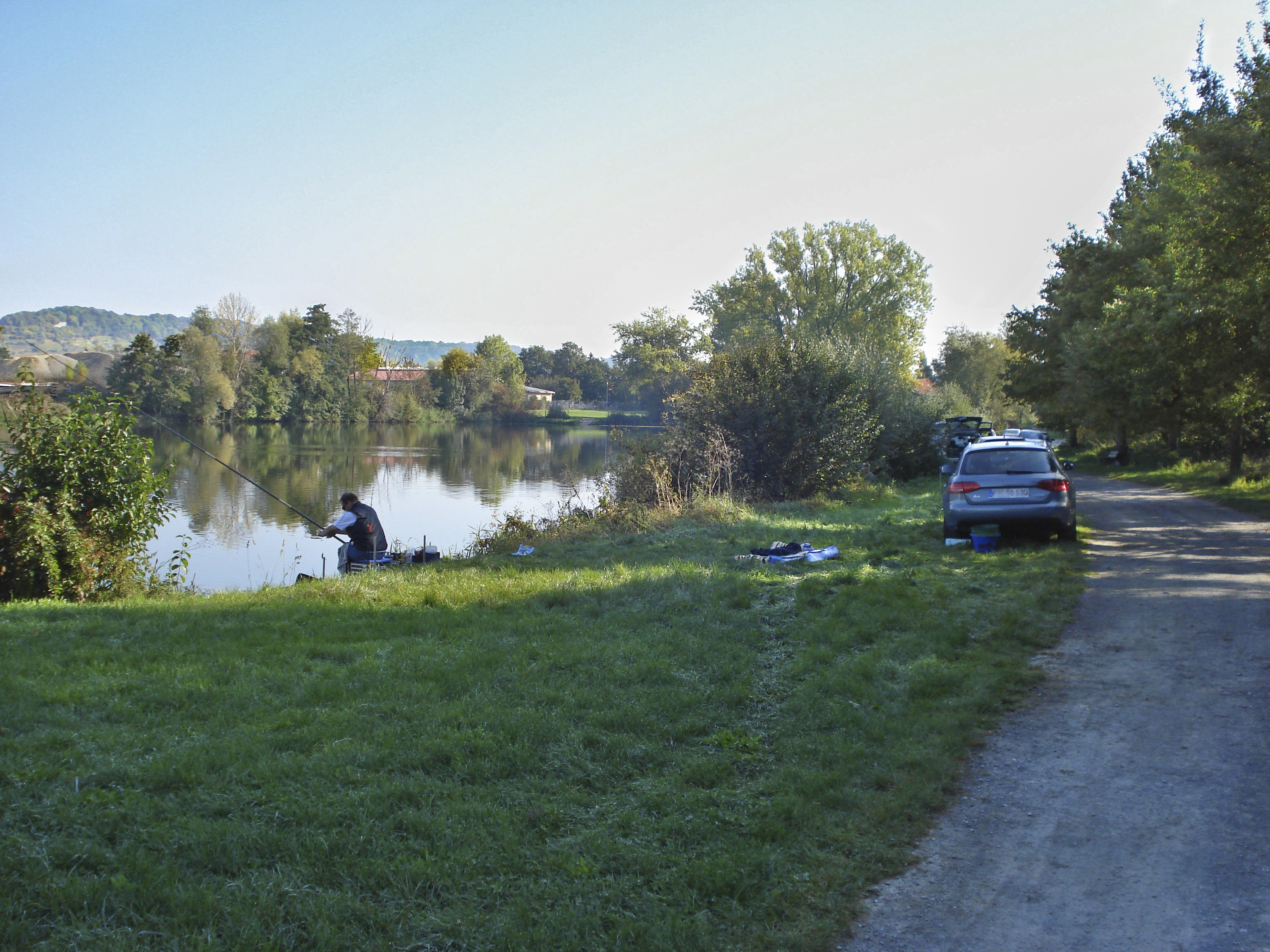
Angelsport in Sand
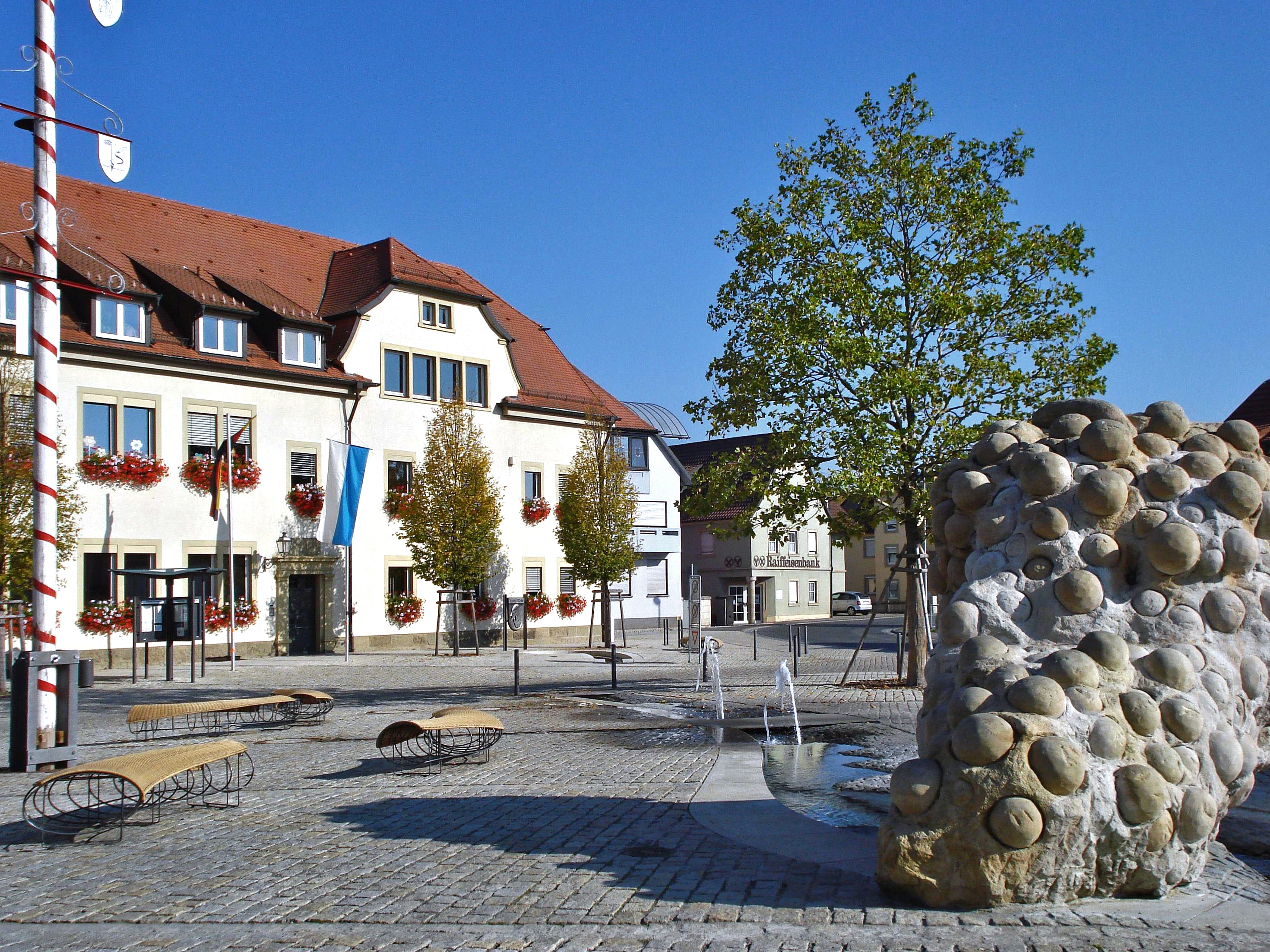
Marktplatz
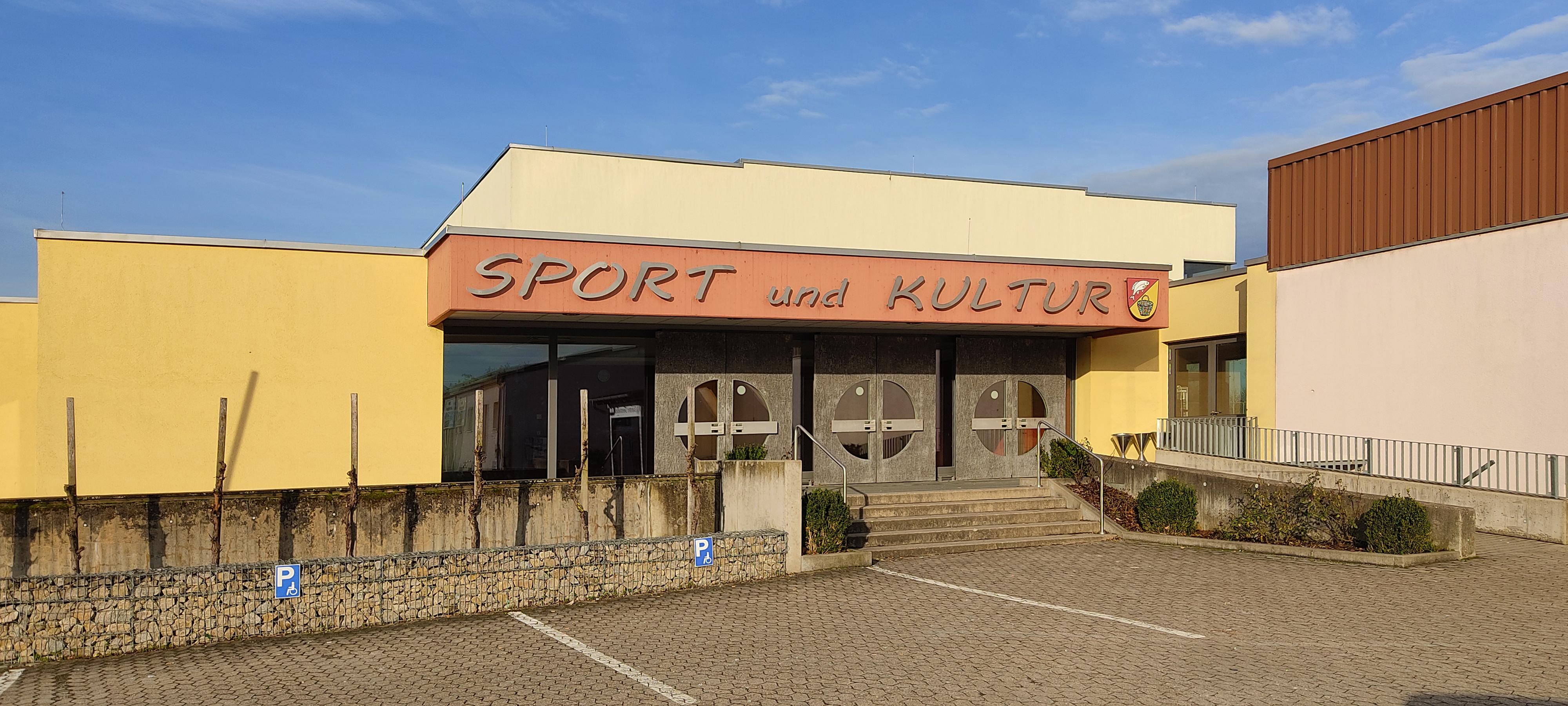
Das Sport- und Kulturzentrum
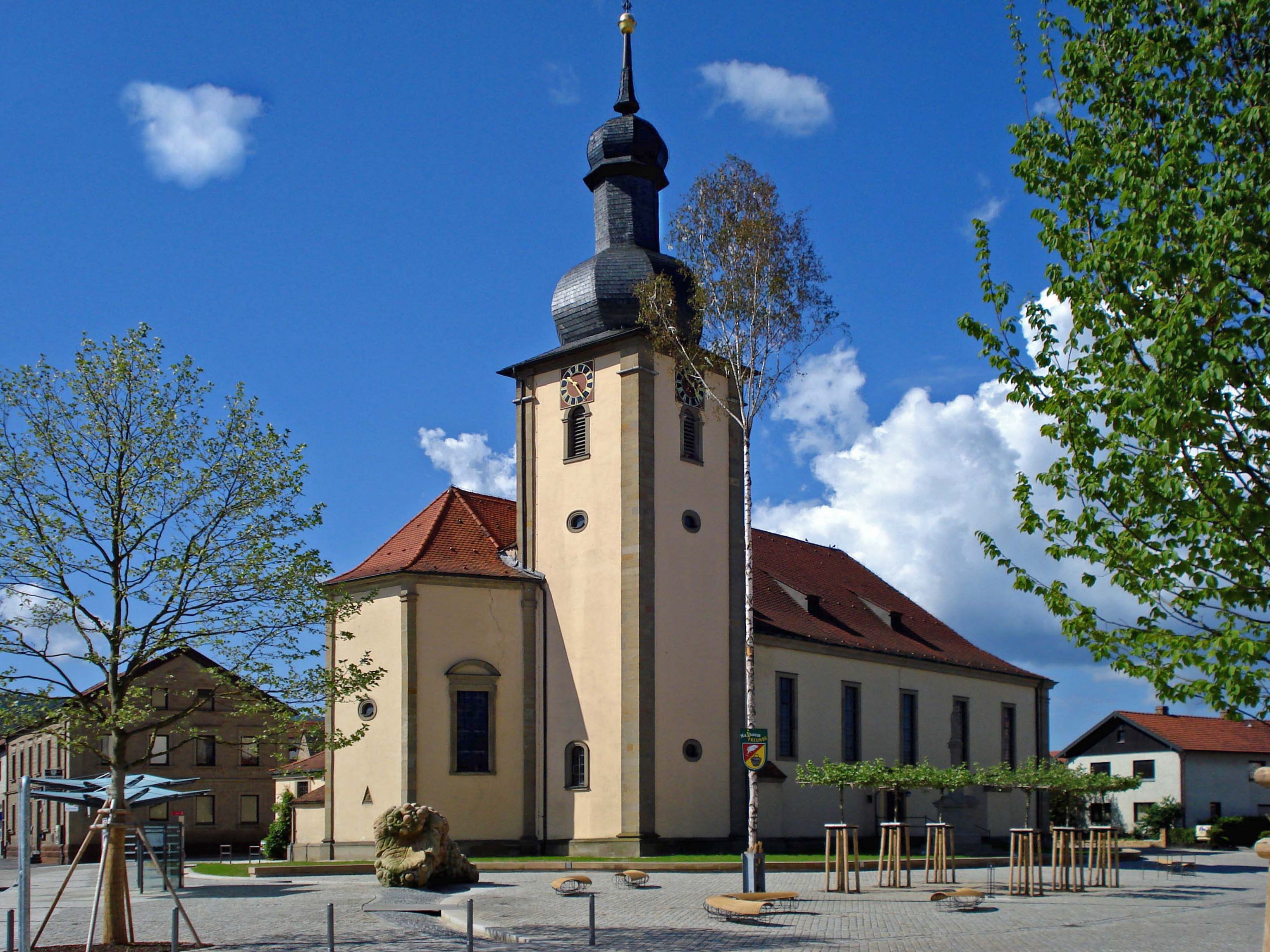
Katholische Pfarrkirche St. Nikolaus
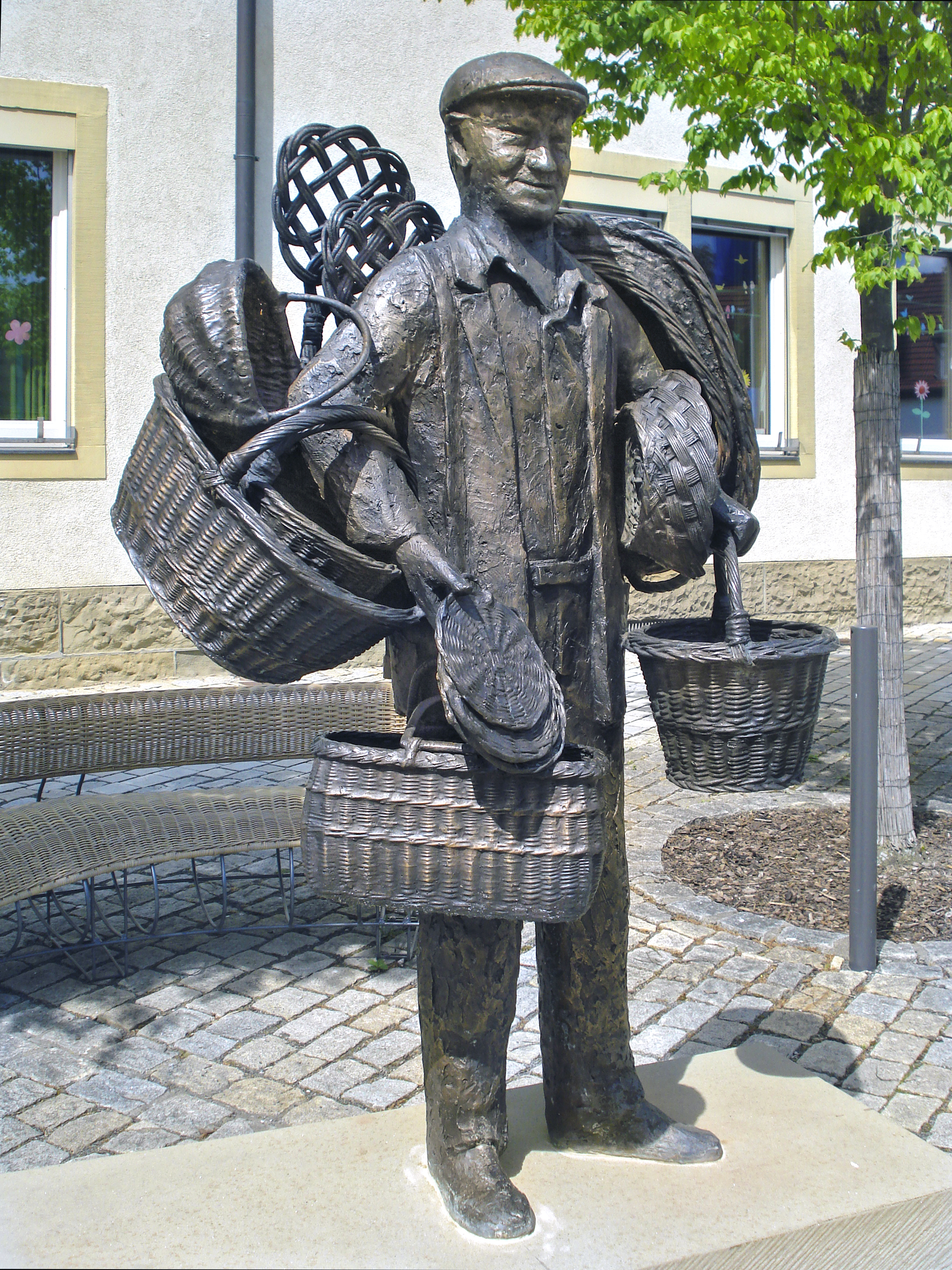
„Sander Raaser“ auf dem Kirchplatz
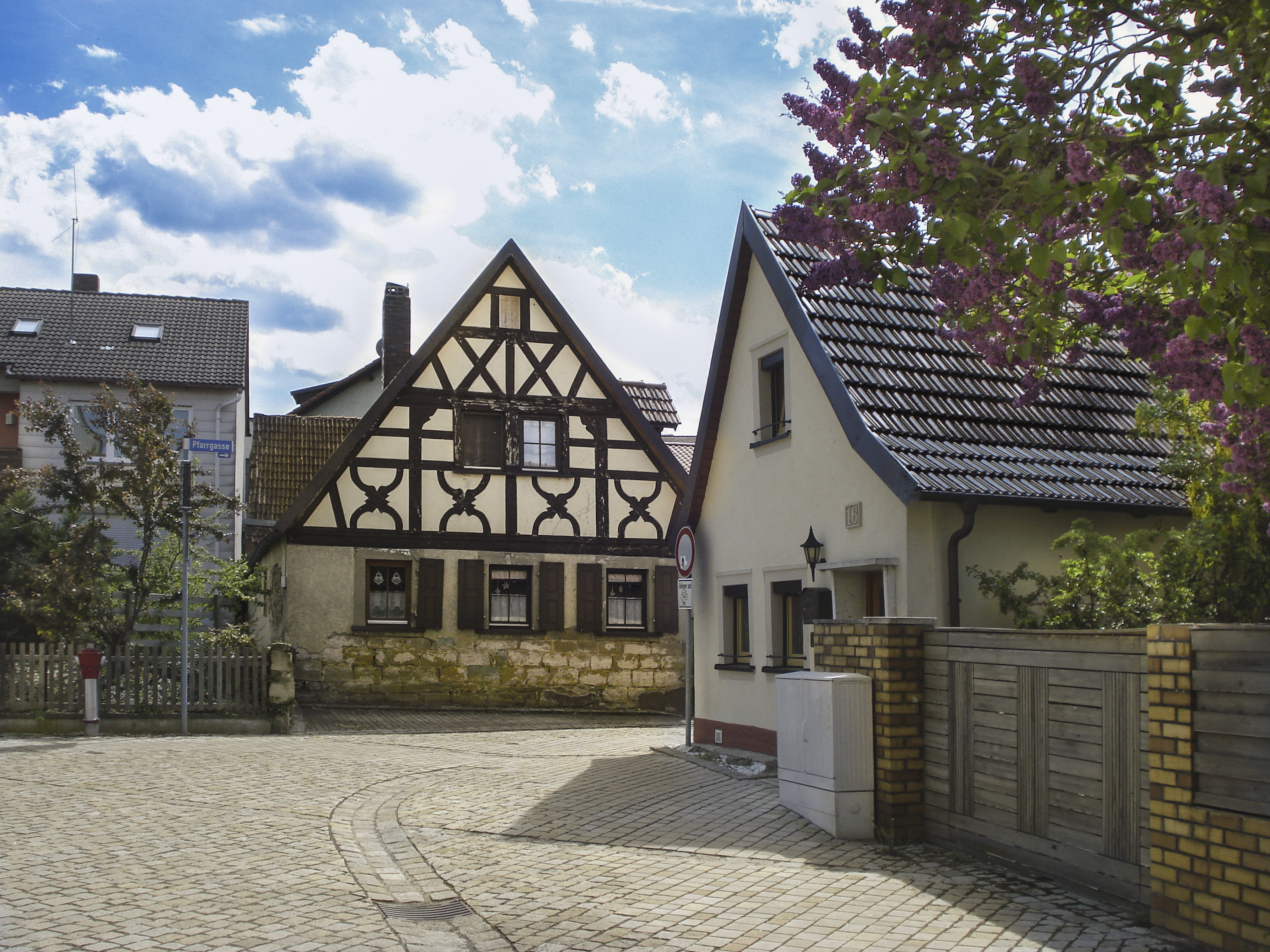
Der Kirchplatz zur Pfarrgasse
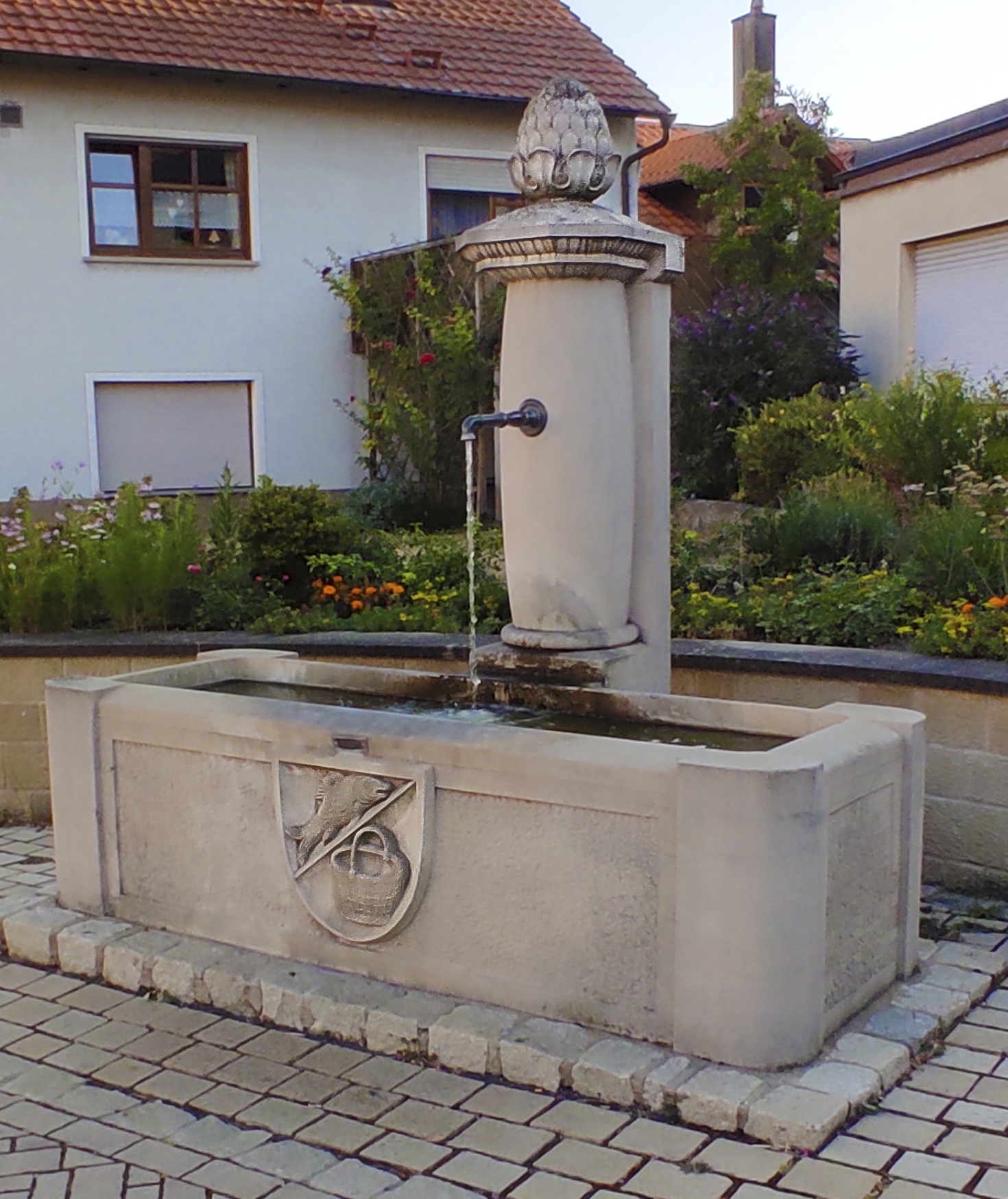
Der Dorfbrunnen an der Zeiler Straße
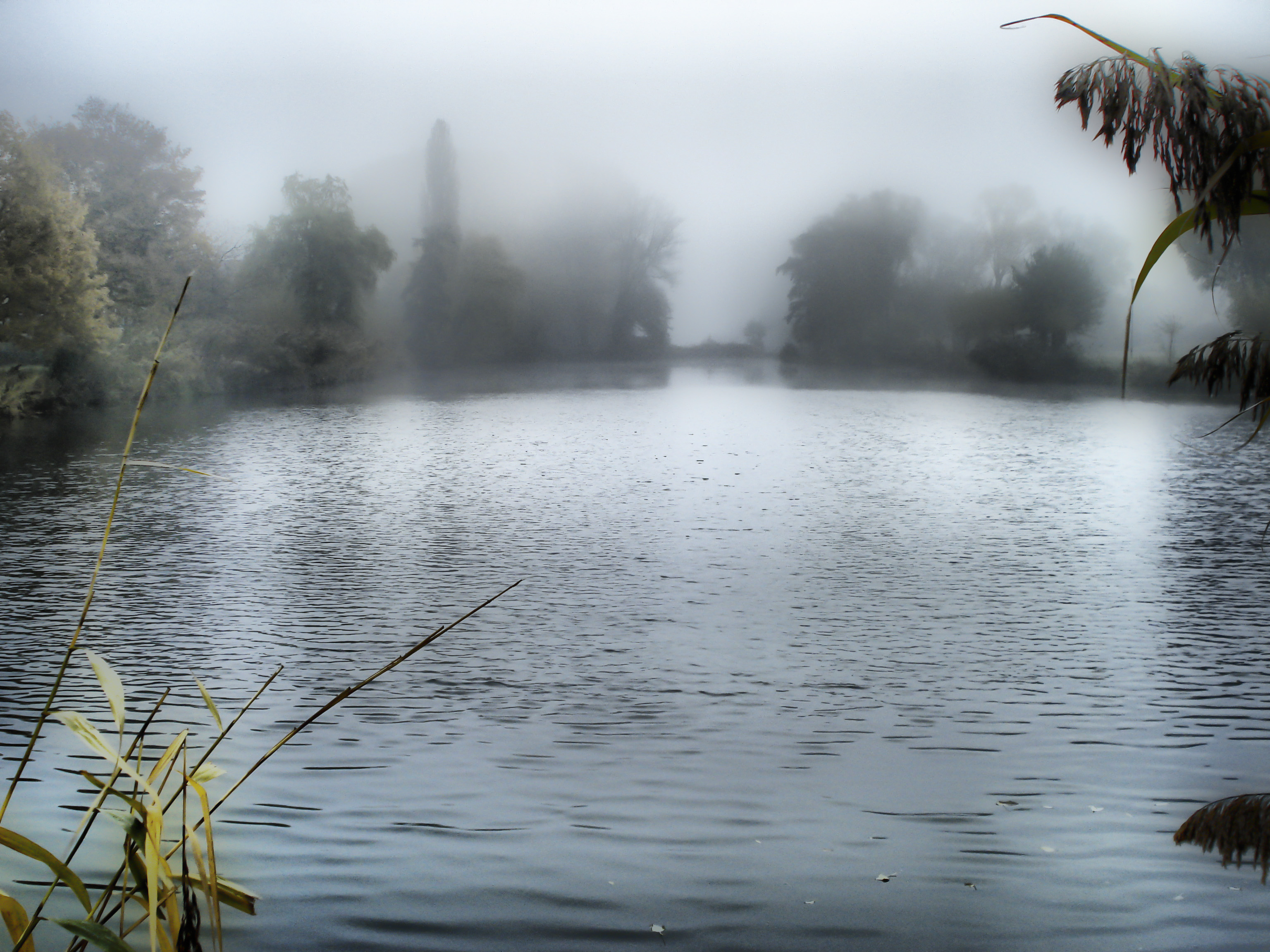
Altarm des Mains/Sandwörth
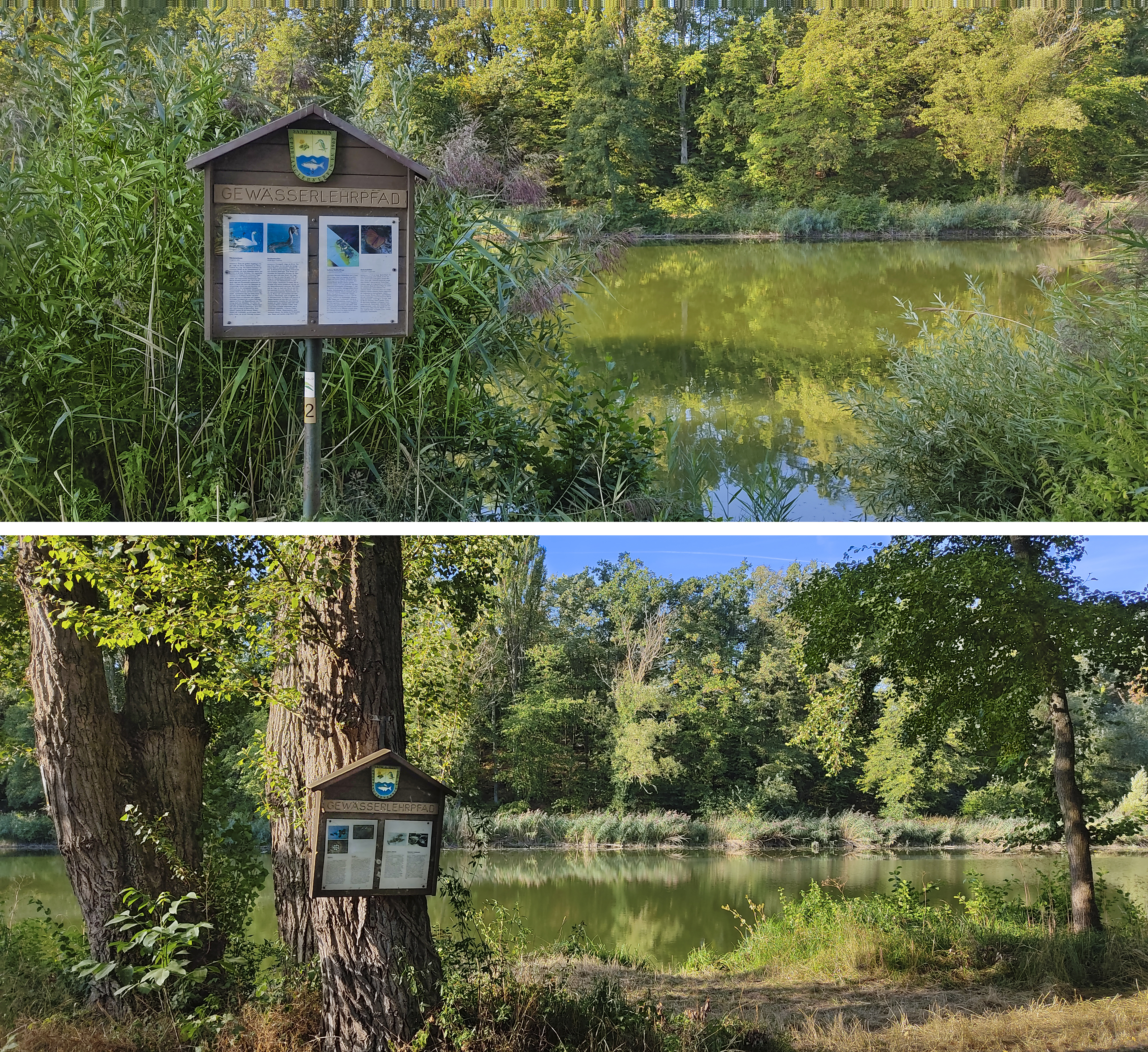
Der Gewässerlehrpfad am Altmain
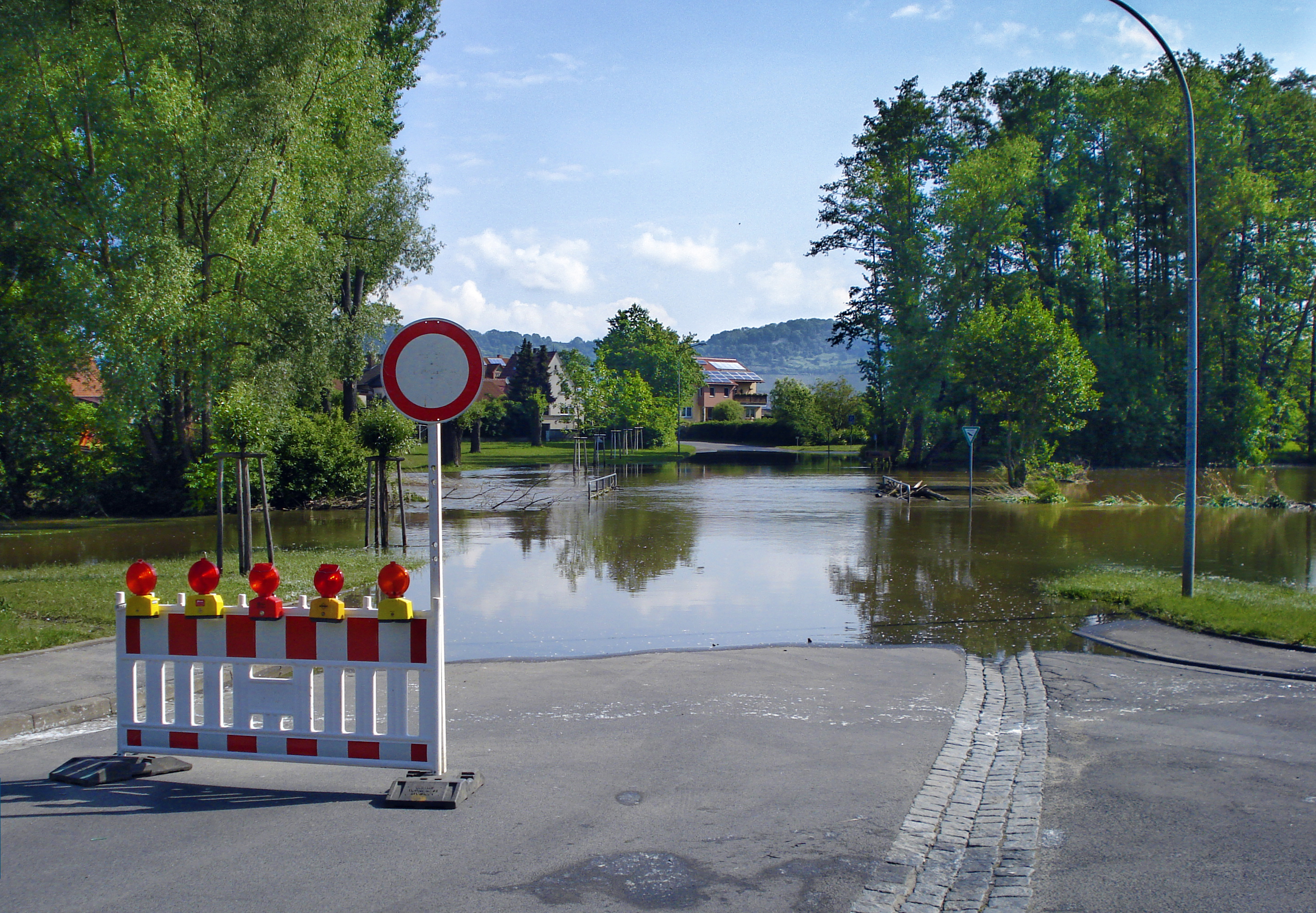
Überflutung der Zeiler Straße im Jahr 2013

## Politik

Gemeindeflagge von Sand am Main

### Bürgermeister
Erster Bürgermeister ist seit dem 1. Juli 2023 Jörg Kümmel (Freie Sander Bürger). Kümmel folgte auf den seit 1993 amtierenden Bernhard Ruß (SPD).

### Gemeinderat
Die Gemeinderatswahlen seit 2002 erbrachten folgende Sitzverteilungen
|      | CSU | SPD | Freie Sander Bürger | ökologisch-humorvoll-anders (öha) | Junge Bürger | Gesamt   |
| 2002 | 6   | 4   | 4                   | –                                 | 2            | 16 Sitze |
| 2008 | 8   | 4   | 4                   | –                                 | –            | 16 Sitze |
| 2014 | 8   | 4   | 4                   | –                                 | –            | 16 Sitze |
| 2020 | 7   | 3   | 4                   | 2                                 | –            | 16 Sitze |

### Wappen
|                 | Blasonierung: „Schräg links geteilt von Rot und Gold; oben ein schräg links gestellter silberner Fisch, unten ein schwarzer Henkelkorb.“ |
| 1974 eingeführt | |

## Wirtschaft und Infrastruktur

Logo der Gemeinde

### Landwirtschaft
Ein traditioneller Zweig der Landwirtschaft, der Weinbau, ist auch heute noch in Sand lebendig. Die ortsansässigen Winzer bauen an den Berghängen rund um das Dorf ihren Wein an. Das sommerliche Altmain-Weinfest ist der Höhepunkt im Veranstaltungsjahr. Mit mittlerweile etwa 50.000 Besuchern an vier Tagen ist es eines der meistbesuchten Feste in der Umgebung. Außerdem betreiben zurzeit etwa acht Sander Winzer eine eigene Heckenwirtschaft.

### Korbmacherei
Die Korbmacherei blühte im 18. Jahrhundert auf und entwickelte sich in den nächsten 200 Jahren zum wichtigsten Wirtschaftszweig der Gemeinde. Heute spielt die Korbmacherei jedoch nur noch eine untergeordnete Rolle, stärker ausgeprägt ist jetzt der Korbhandel, auf den sich einige Betriebe spezialisiert haben und teilweise auch international tätig sind.

### Verkehr
- zwei Kilometer bis zur Autobahn A 70
- Sand liegt südlich des schiffbaren Flusses Main.
- zwei Kilometer bis zur B 26
- zwei Kilometer bis zur Bahnstrecke Bamberg–Rottendorf (Bahnhof Zeil)

### Freizeit

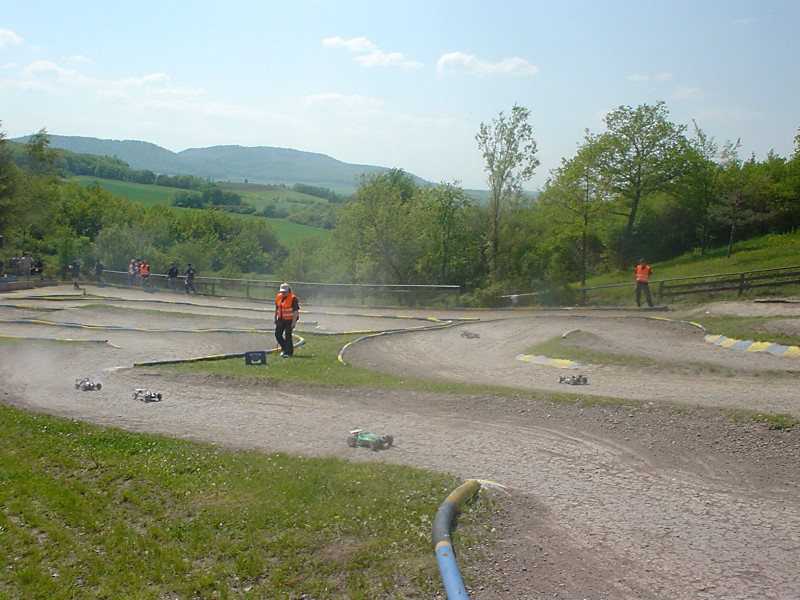
RC-Car Rennen in Sand

Abzeichen des Kegelklubs „SKK Alle Neun Sand“

- Dauercampingplatz am Sander Baggersee
- Tennisplätze
- Kegelbahn im Sportheim des „SKK Alle Neun Sand“ (70-jähriges Bestehen (2024))[6]
- Motocross/Offroad Rennstrecke und RC-Car Rennstrecke des „MSC Sand 1951 e. V.“
- Verschiedene Möglichkeiten zum Angeln am Main, Altmain und an den Baggerseen
- Zahlreiche Wandermöglichkeiten in den nahe gelegenen Naturparks Haßberge und Steigerwald